# Maze-gawa
La rivière Maze (馬瀬川, Maze-gawa) est un cours d'eau du Japon entièrement situé dans la préfecture de Gifu.

## Géographie
La rivière Maze, longue de 76 km, est un affluent de la rivière Hida dans le bassin versant du fleuve Kiso. Elle prend sa source dans le bourg de Kyomi dans la partie sud-ouest de la ville de Takayama. Son cours s'oriente sud-est dans la partie nord-ouest de la ville de Gero jusqu'au nord du lac artificiel Tōsenkyōkanayama qu'il traverse et rejoint un second lac artificiel environ 2,2 km plus au sud. La rivière se jette ensuite dans la rivière Hida, dans le sud de Gero, non loin de la station de chemin de fer Hida-Kanayama sur la ligne principale Takayama reliant l'aire urbaine de Nagoya à la région de Hokuriku.
La rivière alimente aussi le fleuve Jinzū au col de Nishiure situé au pied du mont Kaore à la limite nord-ouest de Gero.

## Principaux affluents
- La rivière Yugake qui alimente le lac Tōsenkyōkanayama
- La rivière Wara

## Barrages
Trois barrages ont été construits pour contrôler le courant de la rivière Maze : le barrage Iwaya du lac Tōsenkyōkanayama pour lutter contre les inondations, produire de l'électricité, constituer une réserve d'eau potable et assurer l'irrigation des terres agricoles de la région, les barrages Mazegawadai 2 et Nishimura spécialisés dans la production d'énergie hydroélectrique.

## Qualité de l'eau

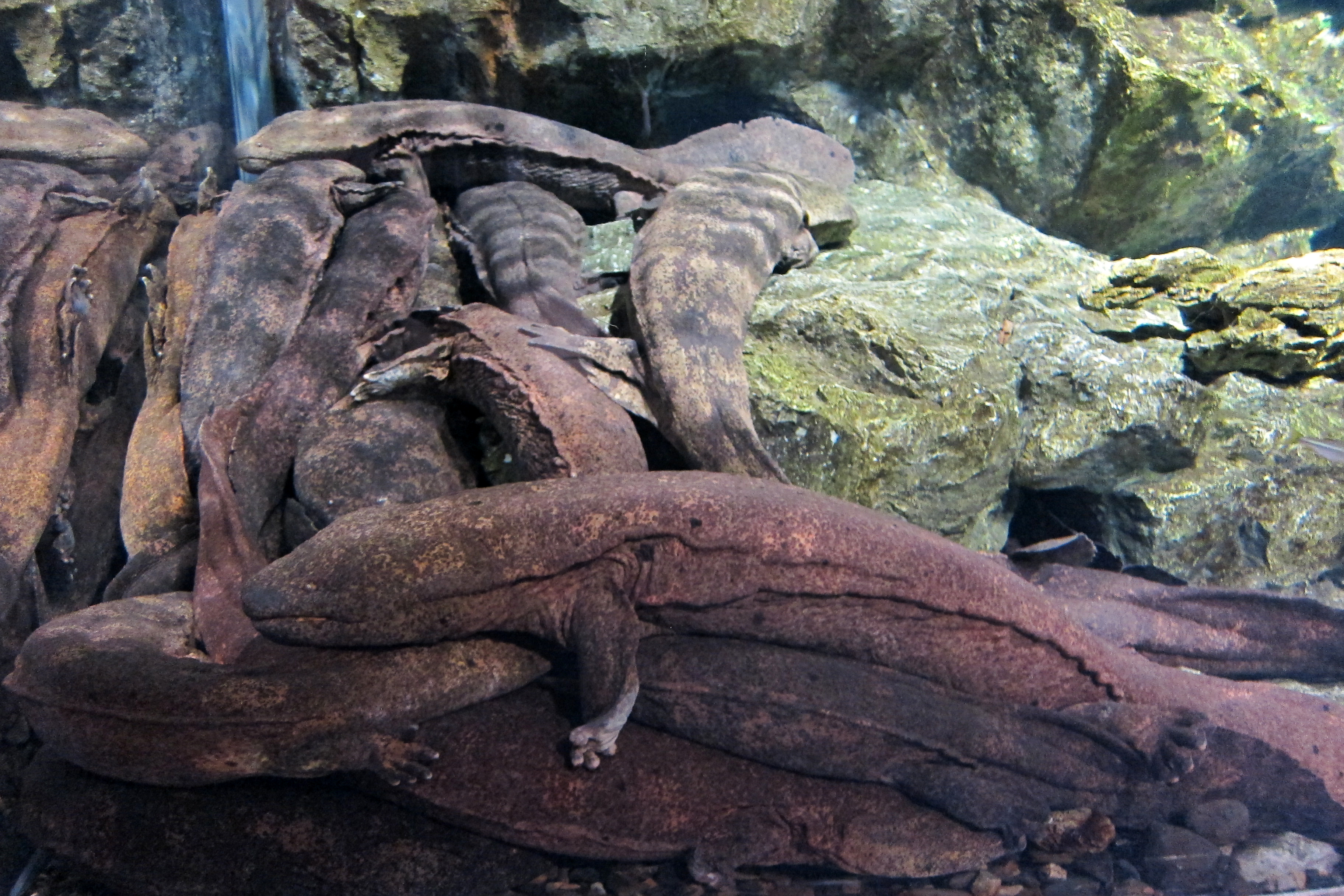
Salamandre géante du Japon.

L'eau du cours supérieur de la rivière Maze est classée parmi les « cent meilleures eaux minérales de l'ère Heisei ». La qualité de l'eau est notamment confirmée par la présence de lucioles, un indicateur de la qualité de l'environnement naturel et, en particulier, de l'eau, et de salamandres géantes du Japon, un amphibien protégé et classé monument naturel spécial depuis 1952.

## Pêche traditionnelle de l'ayu
La rivière Maze est réputée dans tout le Japon pour la qualité de son eau. Chaque année, entre fin juin et début octobre, de nombreux pêcheurs viennent capturer des saumons du Japon et des truites arc-en-ciel. Mais le poisson le plus populaire est le « poisson sucré » ou ayu qui est pêché suivant une technique traditionnelle appelée la pêche à la torche (火ぶり漁, hiburiryō). Cette pêche à l'ayu se déroule de nuit, en automne, lorsque l'ayu entre dans sa période de frai et rejoint le cours inférieur de la rivière Maze. La rivière est éclairée par des feux allumés dans des paniers en fer ((篝, kagari) et des pêcheurs dessinent des cercles de feu au-dessus de la rivière avec des torches enflammées, tout en criant « Hō, hō », ce qui a pour effet d'accélérer la course des poissons qui sont ainsi rabattus plus en aval dans les filets des pêcheurs,.